# Gammaropsis chionoecetophila
Gammaropsis chionoecetophila är en kräftdjursart som först beskrevs av Chris Conlan 1983.  Gammaropsis chionoecetophila ingår i släktet Gammaropsis och familjen Isaeidae. Inga underarter finns listade i Catalogue of Life.